# Kaupeepeenuikauila
Kaupeepeenuikauila (havajski Kaupeʻepeʻe-nui-kauila; nui = "velik") bio je princ havajskog otoka Molokaija koji se smatra havajskim Parisom, a bio je nazvan po duhu iz havajske mitologije. Njegova je "Helena" bila Hina, kraljica Hila.
Njegova se priča zbila oko 2400 godina nakon pada Troje.

## Biografija
Kaupeepeenuikauila je bio najstariji sin kralja Kamauaue i kraljice Hinakehe te brat kralja Keoloewaakamauaue i prinčeva Hailija i Ulihalanuija.
Bio je snažan i hrabar princ te je odgajan u mržnji prema južnim poglavicama.
Njegova je nećakinja bila kraljica Kapauanuakea.
Odrekao se svog kraljevskog prava da bude vladar u korist svog mlađeg brata te je okupio grupu vojnika. Pljačali su otoke i bogatili Molokai, pa je Kamauaua bio ponosan na sina i dao mu je pernati plašt.
Kaupeepeenuikauila se zaljubio u lijepu Hinu, nazvanu po istoimenoj božici. Oteo ju je i pazio ju kako bi se zaljubila u njega, ali ona je voljela svog muža i nije htjela poći za njega. 
Nakon nekog vremena Hina je popustila te se udala za Kaupeepeenuikauilu.
Njezini sinovi Kana i Niheu-Kalohe tražili su ju kad su odrasli. Smatrali su da je zarobljena te da ju treba osloboditi. Prorok Moi, brat kraljice Nuakee, upozorio je Kaupeepeenuikauilu na dolazak njegovih posinaka, koji su ušli u utvrdu svog poočima i zapalili ju, a njega ubili. Sinovi su spasili majku, ali je ona bila neutješna zbog smrti svoga muža.
Ne zna se je li Kaupeepeenuikauila imao djece.